# Вишово-Нижнє
Вишово-Нижнє, Вішеу-де-Жос (рум. Vișeu de Jos) — комуна у повіті Марамуреш в Румунії. До складу комуни входить єдине село Вишово-Нижнє.
Комуна розташована на відстані 389 км на північ від Бухареста, 58 км на схід від Бая-Маре, 120 км на північний схід від Клуж-Напоки.

## Населення
За даними перепису населення 2002 року у комуні проживали 5282 особи.
Національний склад населення комуни:
| Національність | Кількість осіб | Відсоток |
| -------------- | -------------- | -------- |
| румуни         | 5197           | 98,4%    |
| цигани         | 75             | 1,4%     |
| українці       | 6              | 0,1%     |
| угорці         | 2              | < 0,1%   |
| німці          | 1              | < 0,1%   |

Рідною мовою назвали:
| Мова       | Кількість осіб | Відсоток |
| ---------- | -------------- | -------- |
| румунська  | 5208           | 98,6%    |
| циганська  | 67             | 1,3%     |
| українська | 4              | 0,1%     |
| угорська   | 1              | < 0,1%   |
| німецька   | 1              | < 0,1%   |

Склад населення комуни за віросповіданням:
| Релігія            | Кількість осіб | Відсоток |
| ------------------ | -------------- | -------- |
| православні        | 4593           | 87,0%    |
| адвентисти         | 385            | 7,3%     |
| греко-католики     | 195            | 3,7%     |
| п'ятдесятники      | 60             | 1,1%     |
| римо-католики      | 15             | 0,3%     |
| не релігійні       | 3              | 0,1%     |
| реформати          | 2              | < 0,1%   |
| унітарії           | 2              | < 0,1%   |
| баптисти           | 1              | < 0,1%   |
| атеїсти            | 1              | < 0,1%   |
| не вказали релігію | 1              | < 0,1%   |

## Зовнішні посилання
- Дані про комуну Вишово-Нижнє на сайті Ghidul Primăriilor [Архівовано 31 серпня 2009 у Wayback Machine.]